# ルシアーノ・ダ・ホーシャ・ネヴェス
ルシアーノ（Luciano）こと、ルシアーノ・ダ・ホーシャ・ネヴェス（ポルトガル語: Luciano da Rocha Neves、1993年5月18日 - ）は、ブラジル・ゴイアス州アナポリス出身のサッカー選手。サンパウロFC所属。ポジションはFW。

## クラブ歴
ゴイアス州アナポリスに生まれ、地元のアナポリスFCの下部組織からアトレチコ・ゴイアニエンセの下部組織に移った。アトレチコ・ゴイアニエンセでトップチームに昇格、2012年3月8日のコパ・ド・ブラジルでヴィリアムに代えて出場しプロ初出場。同年10月13日のカンピオナート・ブラジレイロ・セリエAでマアトマ・ガンジに代わって出場し、リーグ戦初出場。同年はリーグ戦5試合に出場したが、チームは降格した。
2013年はカンピオナート・ブラジレイロ・セリエBのアヴァイFCに移籍。デビュー戦で初得点を記録した。
2014年2月13日にカンピオナート・ブラジレイロ・セリエAのSCコリンチャンス・パウリスタに3年契約で移籍。9日後のカンピオナート・パウリスタでロマリーニョに代わって出場し移籍後初出場。8月22日の試合ではハットトリックを達成した。
2015年8月19日のコパ・ド・ブラジルで膝に重傷を負った。全治7ヶ月となり、翌年2月まで復帰出来なかった。
2016年8月24日にリーガ・エスパニョーラのCDレガネスに買取オプションつきで1年の期限付き移籍。
2017年7月12日にギリシャ・スーパーリーグのパナシナイコスFCに期限付き移籍。同月17日には年末までの期限付き移籍で、その後2020年6月まで保有権を所有した契約を締結するだろうと発表された。しかし9月20日のキペロ・エラーダスで十字靭帯を断裂。復帰は2018年3月となった。
2018年夏にフルミネンセFCに移籍し、1年在籍した。2019年夏にグレミオFBPAに完全移籍。2020年8月18日、ルシアーノはサンパウロFCと2022年12月までの契約を結んだ。彼は、エヴェルトンがグレミオと契約し、ルシアーノとは逆の移籍をする形でトリコロール（サンパウロ）に加入した。

## 代表歴
U-23代表として2015年パンアメリカン競技大会に出場。4試合5得点の大活躍で得点王に輝いた他、チームも銅メダルを獲得した。